# Sint-Hiëronymus in zijn studievertrek

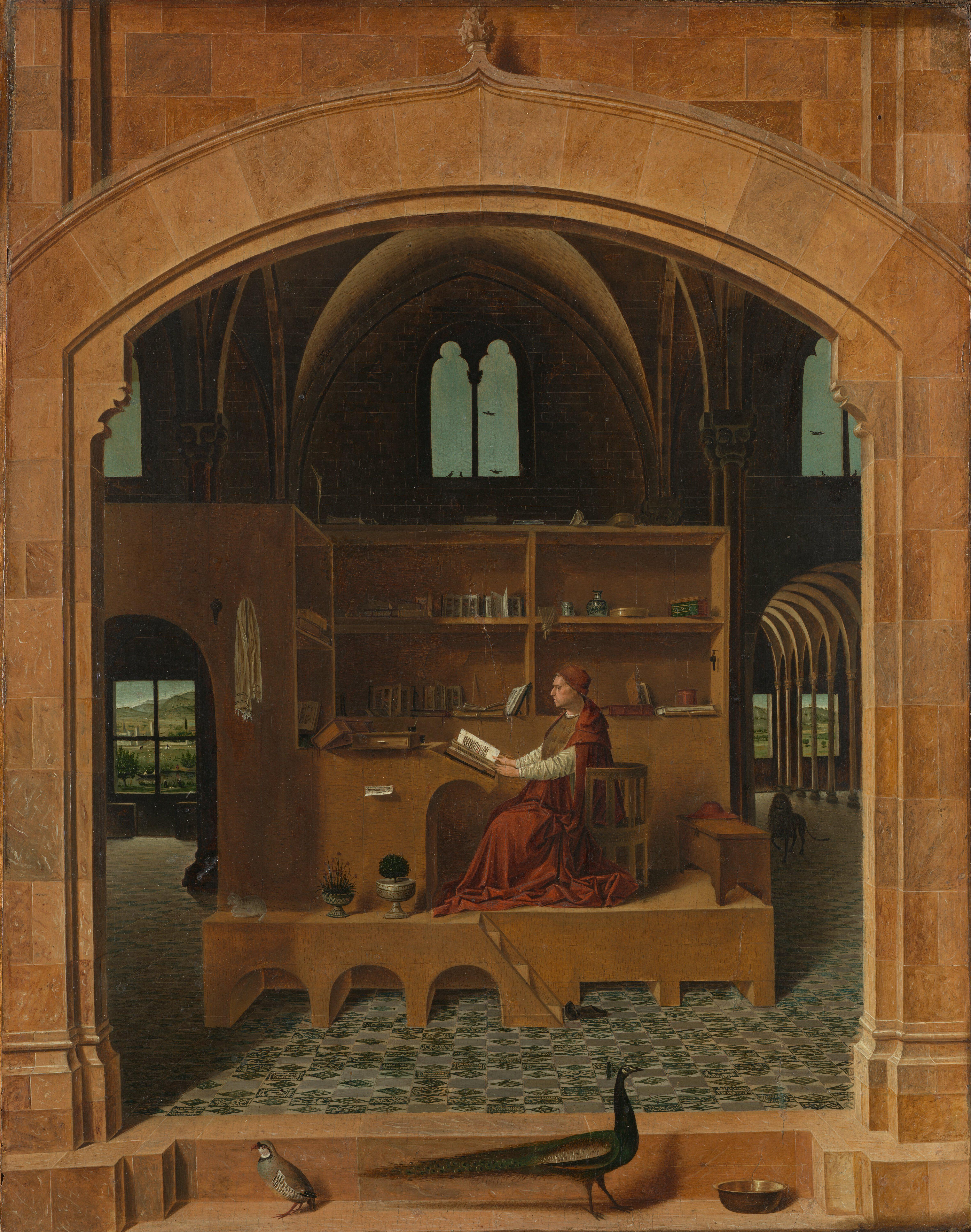
Sint-Hiëronymus in zijn studievertrek

De Sint-Hiëronymus in zijn studievertrek is een olieverfschilderij op een lindenhouten paneel (45,7 × 36,2 cm) van Antonello da Messina, (circa 1474-1475), anno 2020 in de National Gallery in Londen. Het stelt de heilige Hiëronymus voor.

## Geschiedenis van het werk en toeschrijving
Het schilderij is nauwkeurig beschreven door Marcantonio Michiel, die het in 1529 (vijftig jaar na de datum van waarschijnlijke voltooiing) in de Venetiaanse collectie van Antonio Pasqualino kon bewonderen. Michiel aarzelt echter over de toeschrijving ervan, want terwijl hij er persoonlijk "Jacometto's hand" in ziet, meldt hij ook dat anderen het als het werk van Antonello, Jan van Eyck, Hans Memling of een andere Vlaamse primitief beschouwen.
Na deze getuigenis zijn alle sporen van het schilderij verloren gegaan tot 1835, wanneer het opnieuw verschijnt, toegeschreven aan Albrecht Dürer, in de collectie van Sir Thomas Baring in Stratton (Hampshire). Deze laatste verkocht het in 1848 aan William Coningham (die het als in de hand van Jan van Eyck beschouwde) en kocht het werk het volgende jaar weer terug. Het werd toegeschreven aan Antonello toen het in 1850 eigendom werd van de graaf van Northbrook, neef van Thomas Baring.
Het schilderij kwam in 1894 in de collectie van de National Gallery terecht.

## Dateringsproblemen
Omdat dit werk, in tegenstelling tot andere werken van Antonello, noch gesigneerd noch gedateerd is door de schilder, is de datering ervan onderwerp van discussie geweest, voornamelijk tussen twee scholen. De eerste (Lauts, Baottari, Davies, Little en Bologna) benadrukt de Vlaamse stijl en de zeer duidelijk waarneembare invloed van Jan van Eyck, en beschouwt het schilderij daarom als een jeugdwerk uit de jaren 1455-1460; de tweede school (Lionello Venturi, Roberto Longhi, Causa) wijst op het technisch meesterschap, vooral in de behandeling van perspectief en licht, die de schilder pas vanaf de jaren 1470 verwierf, en ziet het daarom als een werk van rijpere leeftijd. In de moderne kritiek wordt deze laatste hypothese het meest aangehangen.

## Verband met De Annunciatie van Syracuse

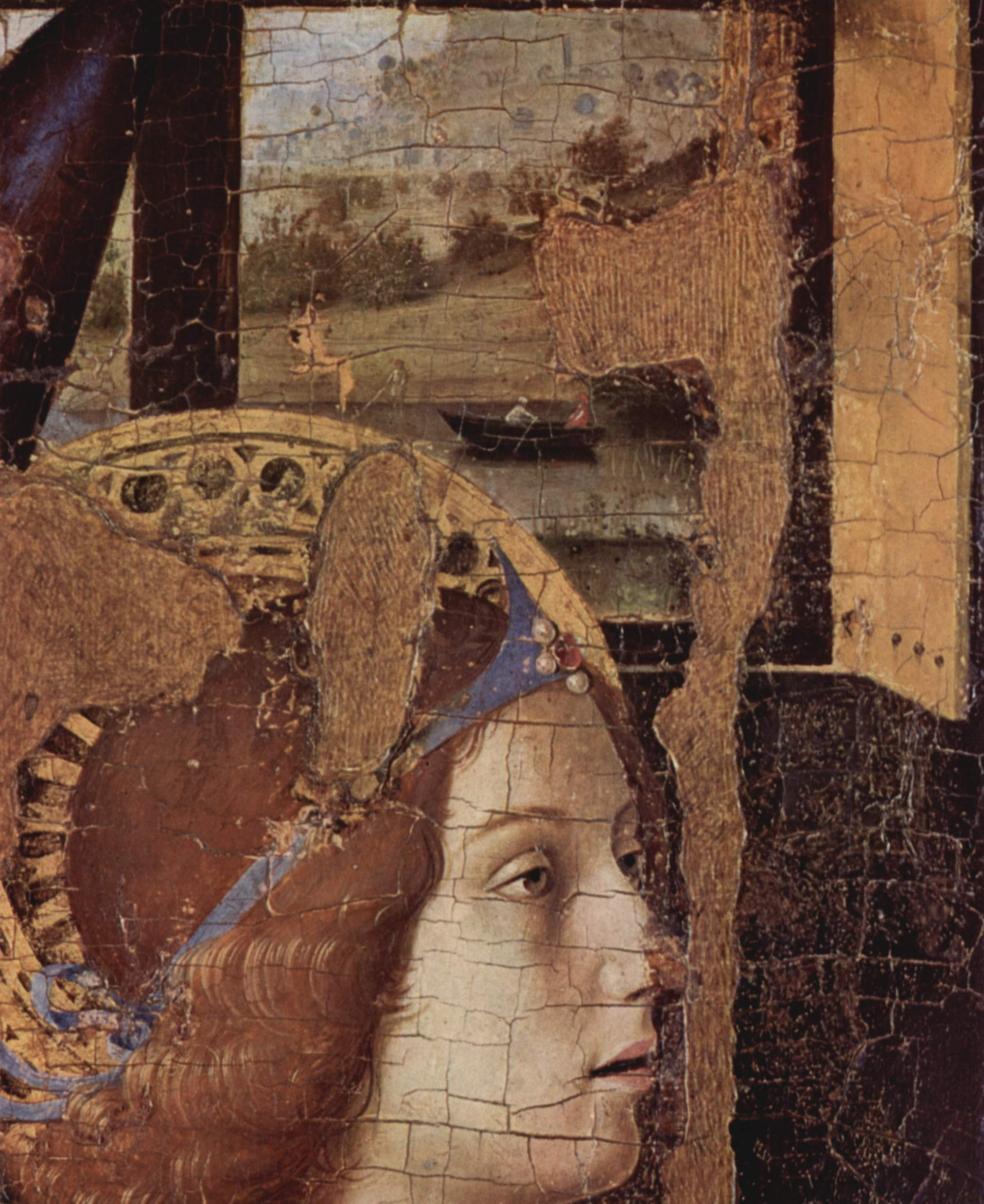
Detail van het linkervenster van De Annunciatie van Syracuse

Het verband met bepaalde elementen van De Annunciatie in de Galleria Regionale di Palazzo Bellomo, zoals de kogelvormige plant voor de lessenaar van de Madonna, in een majolicapot, de gedetailleerde landschappen die door de ramen in de achterwand van de kamer zichtbaar zijn, en het gedurfde achtergrondverlichtingseffect, zou kunnen betekenen dat de twee werken in dezelfde tijd zijn ontstaan. In een historisch document staat echter dat De Annunciatie in 1474 aan Antonello werd opgedragen voor de kerk van de Annunziata in Palazzolo Acreide, in de provincie Syracuse, vlak voor zijn vertrek naar Venetië. Daarom is als datering wel 1474-75 geopperd. Terwijl Giacchiono Barbera denkt dat het schilderij vóór diens reis naar Venetië is gemaakt, dus in 1474, gaat Mauro Lucco ervan uit dat het in Venetië is gemaakt, omdat Antonello een  paneel van lindenhout gebruikte, een houtsoort die veel voorkomt in Noord-Italië, maar zeer zeldzaam of zelfs onbekend is in het zuiden.

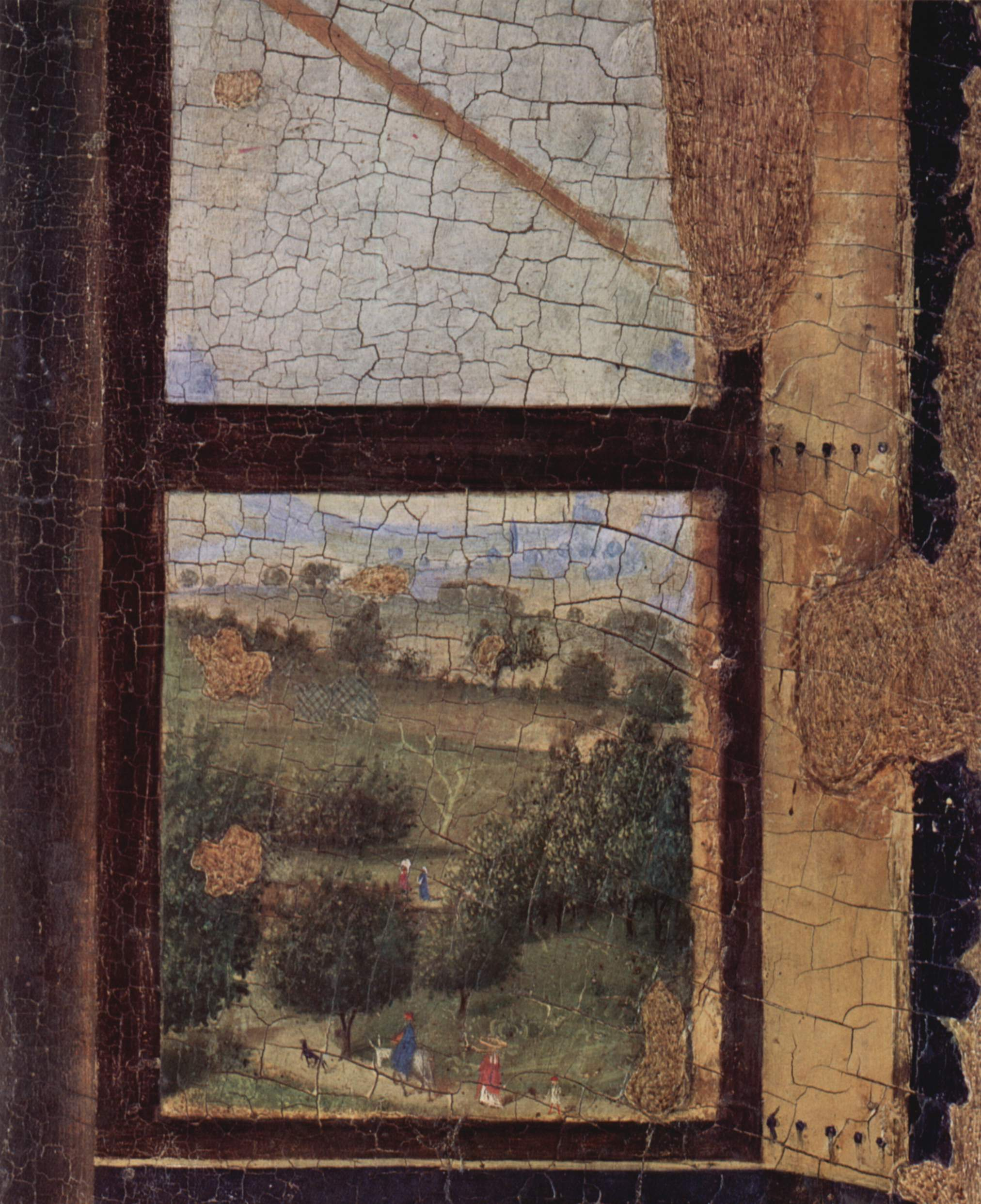
Detail van het rechtervenster van De Annunciatie van Syracuse

## Beschrijving
Dit kleine paneel was bedoeld voor een particulier cliënteel, wat wordt bevestigd door de getuigenis van Marcantonio Michiel, die het in 1529 in het huis van Antonio Pasqualino bewonderde. Misschien was het volgens de suggestie van Fiorella Sricchia Santoro zelfs bedoeld om een studiolo te versieren, op de manier van degenen die in de tijd van Antonello bloeiden, en naar wiens eigenaar het een beeld zou hebben teruggestuurd dat op zijn zachtst gezegd vleiend was.
Ondanks het kleine formaat geeft het schilderij een monumentaal effect, door de opening die zorgt voor een kadreringseffect binnen de lijst, op de vaste stoffen en de vides. Het centrale perspectief, onderstreept door de bestrating, richt de blik eerst op de heilige. De perspectieflijnen en de horizontale lijn gevormd door de vensters komen samen in het boek en de handen van de heilige. Het oog wordt dan echter getrokken naar de details van de voorwerpen die hem omringen in de kast die zijn werkkast voorstelt, en beweegt zich dan naar de achterwand, geleid door het licht dat uit de drie openingen in het bovenste deel komt, maar ook links en rechts van de kast, naar de ramen die in het onderste deel van het interieur zijn uitgesneden en die zich uitstrekken naar een landschap dat zich in de verte uitstrekt.

#### Hiëronymus
Recente stellingen hebben voorgesteld om van deze heilige Hiëronymus een gemaskeerd portret van zijn beschermheer te maken (dat tot op heden door geen enkel document wordt gelegaliseerd). Penny Howell Jolly wil bijvoorbeeld onder de kenmerken van de heilige Hiëronymus de koning Alfonso V van Aragon herkennen, die in 1458 stierf, wat de logische consequentie zou hebben dat de realisatie van het schilderij voor die datum zou worden geplaatst. Bernhard Ridderbos ziet daarin het portret van kardinaal Nicolaas van Cusa (1401-1464). Mauro Lucco verwerpt deze wetenschappelijke stellingen en benadrukt de innerlijke tegenstrijdigheid of zelfs onzin die hij ziet in de notie van het "verborgen portret" - het portret heeft juist de functie om de opdrachtgever ervan te verheerlijken, waardoor hij of zij herkenbaar wordt. Uiteindelijk stelt hij voor om openlijk te vertrouwen op wat het schilderij voorstelt: een vrije interpretatie, van de kant van de schilder, van een heilige uit het verleden, die hem in staat stelt om de volle omvang van zijn virtuositeit en creatieve verbeelding te ontvouwen.

#### Deurkozijn
De randen van het schilderij stellen de omlijsting voor van een deur (of raam) van geaderd marmer, met een segmentaire boog in Catalaanse stijl, waardoor men toegang heeft tot een groot interieur, paleis of kathedraal. Op het onderste deel van het schilderij, op de voorgrond, staat van links naar rechts een patrijs in het linker profiel, een pauw in het rechterprofiel en een koperen bekken gevuld met water.

#### De vloer
Het interieur is geplaveid in een complexe maar regelmatige afwisseling van grijze keramische tegels en witte tegels met groene rechthoek- en diamantpatronen. De bestrating benadrukt het perspectief, waarvan het verdwijnpunt iets boven de handen van de Hiëronymuslezing ligt, en trekt ook de aandacht aan weerszijden van de studeerkamer, tot aan de achterwanden.

#### Het kabinet van de studeerkamer

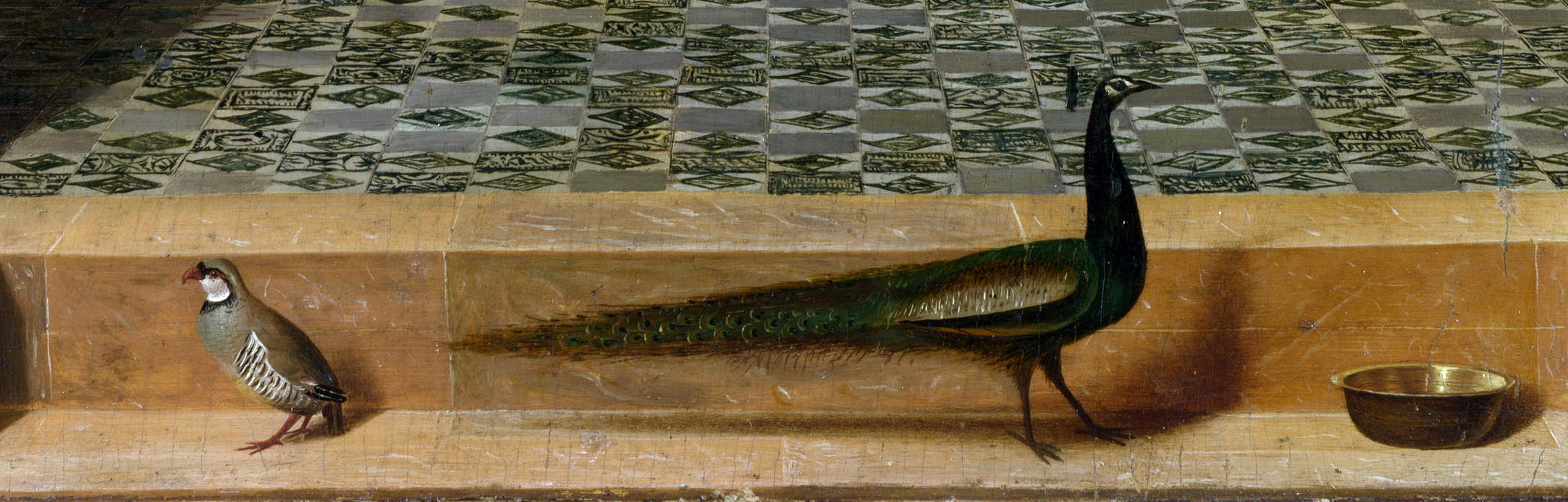
Detail van de onderzijde van de voorgrond

In het midden van dit interieur staat een imposant houten meubelstuk, dat de studie van de Heilige Hiëronymus is, en dat uit drie hoofdelementen kan worden samengesteld. Antonello heeft ervoor gezorgd dat zowel de verschillende planken waaruit het bestaat, met donkerder horizontale en verticale strepen, als de nerven van het hout worden weergegeven.
Het eerste deel van het meubelstuk zou het platform zijn dat toegankelijk is via een kleine trap van drie treden, aan de voet waarvan een paar schoenen staat. Het linker gedeelte van dit platform, tegenover de trap, heeft een overstek die wordt ondersteund door drie bogen. Op deze overhang, van rechts naar links, staan twee majolicabloempotten, bestaande uit een voet en een bolvormige schaal, waarin een kleine struik in een bal wordt gesneden en bloemen, eventueel anjers, worden geplant. Aan het eind staat een kleine kat, voorgesteld volgens zijn linker profiel, rustig, met zijn poten eronder gebogen.

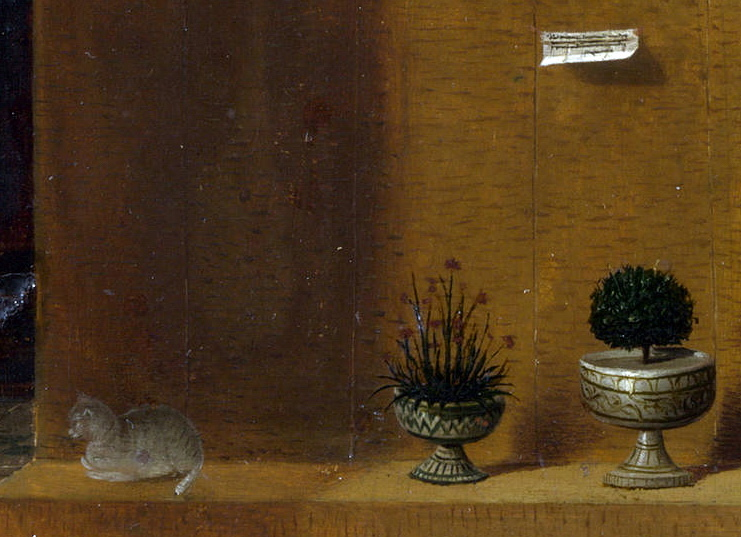
Detail van de studiolo linksonder

Het tweede element van dit meubel zou bestaan uit een doos waarin links een afgeronde deur opengaat (deels gesneden door de rand van de marmeren deur), en rechts twee planken voor een blad dat eindigt in een schuine boeksteun. Boven deze planken, die uitkijken over het tafereel, in de as van de Hiëronymus, staat een kruisbeeld. Aan de buitenkant van deze doos, naast de deur, hangen een draagbare lantaarn en een witte gefranjerde handdoek aan de spijkers. De twee planken zijn bekleed met boeken. Twee andere boeken, het ene boven op het andere, rommelen de plank voor de planken: het ene links heeft een dubbele sluiting, terwijl tussen de pagina's van het andere een klein stukje wit papier ligt. Achter dit tweede boek bevindt zich een halfverborgen zwarte inktpot waarin een pen is gedompeld. Onder dit boek, aan de buitenkant van het bureau, staat een klein papieren bordje, dat doet denken aan de manier waarop Antonello zijn werk vaak signaleert, maar hier is het onleesbaar. Voor de boekenstandaard, op het perron, staat de heilige Hiëronymus in profiel, bladerend door een boek. Hij markeert een pagina aan de linkerkant met zijn wijsvinger, terwijl hij tussen de duim en wijsvinger van zijn rechterhand de pagina aan de rechterkant draait. Hij zit op een zware stoel van geverfd of ingelegd hout, in de vorm van een uitgesneden halve cilinder. Zijn houding is die van een geconcentreerde man, zelfs geabsorbeerd in zijn lezing. Hij is in kardinaalskleed, met een rode pet en een rode jas die op de grond valt in een zwaar gordijn. De witte mouwen van zijn hemd steken uit zijn mantel. Een soort bruin bont bedekt zijn borst. Achter zijn fauteuil staat een lage kist die de hele diepte van het podium in beslag neemt en waarop, bij de achterste planken, de breedgerande kardinaalsmuts, eveneens rood, is geplaatst.
De achterplanken zijn verdeeld in vier dozen die in de bovenste helft van de kast opengaan. Op de rechter benedenplank staan boeken, waarvan er drie rechtopstaand en open zijn, en ingebonden documenten. Op de rechter benedenplank staan nog drie boeken en een ronde rode pot. Een nieuwe kleine lantaarn hangt aan een spijker aan de binnenkant van de doos aan de rechterkant. Op de linker bovenplank staat een transparante glazen karaf, en op de rechter bovenplank staan zeven boeken, een boek gewikkeld in een doek met een knoop die over de plank hangt, twee beschilderde aardewerken potten, een rond (of ovaal) metalen dienblad met velgen, en een klein doosje dat groen en rood is geschilderd.
De bovenkant van de plank is ook volgestopt met voorwerpen: verschillende boeken of papieren, en een ovale metalen lade met randen, vergelijkbaar met die net onderin, op de plank.

#### De binnenruimte achter de kast
De kast wordt omkaderd door twee vierlobbige pijlers die de gebroken bogen tot aan het plafond ondersteunen en die in de diepte - dus in verkorte vorm - naar de achterwand leiden, die aan de bovenzijde door drie montantvormige openingen in het midden van nieuwe gebroken bogen wordt doorboord. Deze tweedelige ramen bestaan uit twee gelobde bogen, gescheiden door een kleine kolom in een halfrond kader. Twee vogels staan op de rand van het middelste raam, en door de openingen zijn twee andere vogels te zien die in de blauwe lucht zweven. De linker is gedeeltelijk verborgen door de marmeren deur op de voorgrond, net als de rechter, waar twee andere vogels op rusten, terwijl een zevende in de lucht zweeft en zichtbaar is door de openingen.
Het onderste deel van de kamer strekt zich links van de kast uit tot een kruisend raam in dezelfde muur als die met de drie bovenste openingen. Rechts van de kast is in de schaduw een leeuw te zien, die rustig oprukt met een opgeheven poot. Maar achter de leeuw wordt de muur doorboord door een halfronde opening die uitkomt op een galerij die gedeeld wordt door een rij van zes kolommen. Aan de achterkant van deze galerij zijn, aan weerszijden van de laatste kolom, twee rechthoekige ramen (de linker is half verborgen door de vierlobbige kolom achter de studeerkamer).

#### De twee onderste ramen en het landschap op de achtergrond

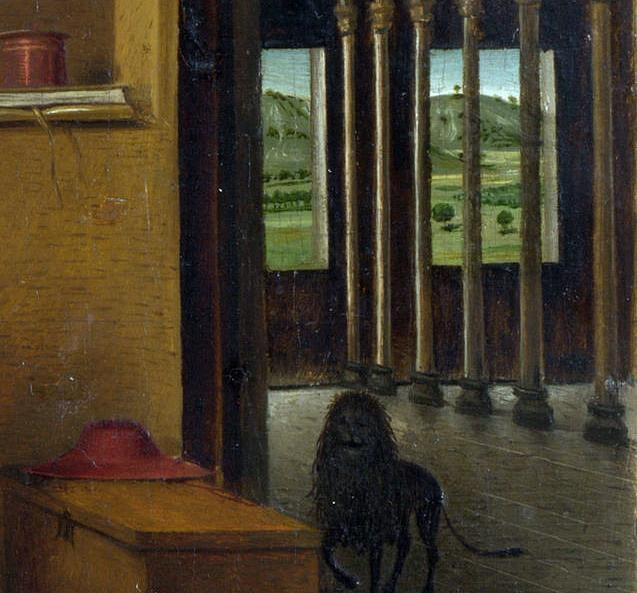
Detail van het rechter benedenvenster

Het linker benedenvenster opent naar een miniatuurgroen landschap. Op de voorgrond van deze is, aan de rand van een rivier die horizontaal door de ruimte van het raam snijdt, een boom te zien aan de linkerkant, en twee figuren in zwarte jurk en witte hoofdtooi, vergezeld van een dier, vermoedelijk een hond. Op de rivier zitten twee figuren in witte gewaden en hoofddeksels in een boot, roeiend. Hun weerspiegeling in het water is zorgvuldig in beeld gebracht. Op de andere oever, naast een boom, staat een figuur in rode stip en zwarte hoed, die naar de roeiers lijkt te kijken. Misschien is het een visser. Verderop in het landschap bewegen twee figuren te paard zich op een kruispunt dat links een stad scheidt, omringd door witte muren en torens waaruit een puntige klokkentoren oprijst, en rechts een witte omheining die een tuin of een boomgaard beschermt. In de verte stijgen de heuvels.
De twee onderste ramen aan de rechterkant tonen de continuïteit van het landschap aan de linkerkant. Er zijn echter geen menselijke sporen te zien: alleen de ballen van een paar bomen stippelen het dal uit voor de heuvels en blokkeren snel de horizon.

## Interpretatie

### Heilige Hiëronymus, vader van de humanisten

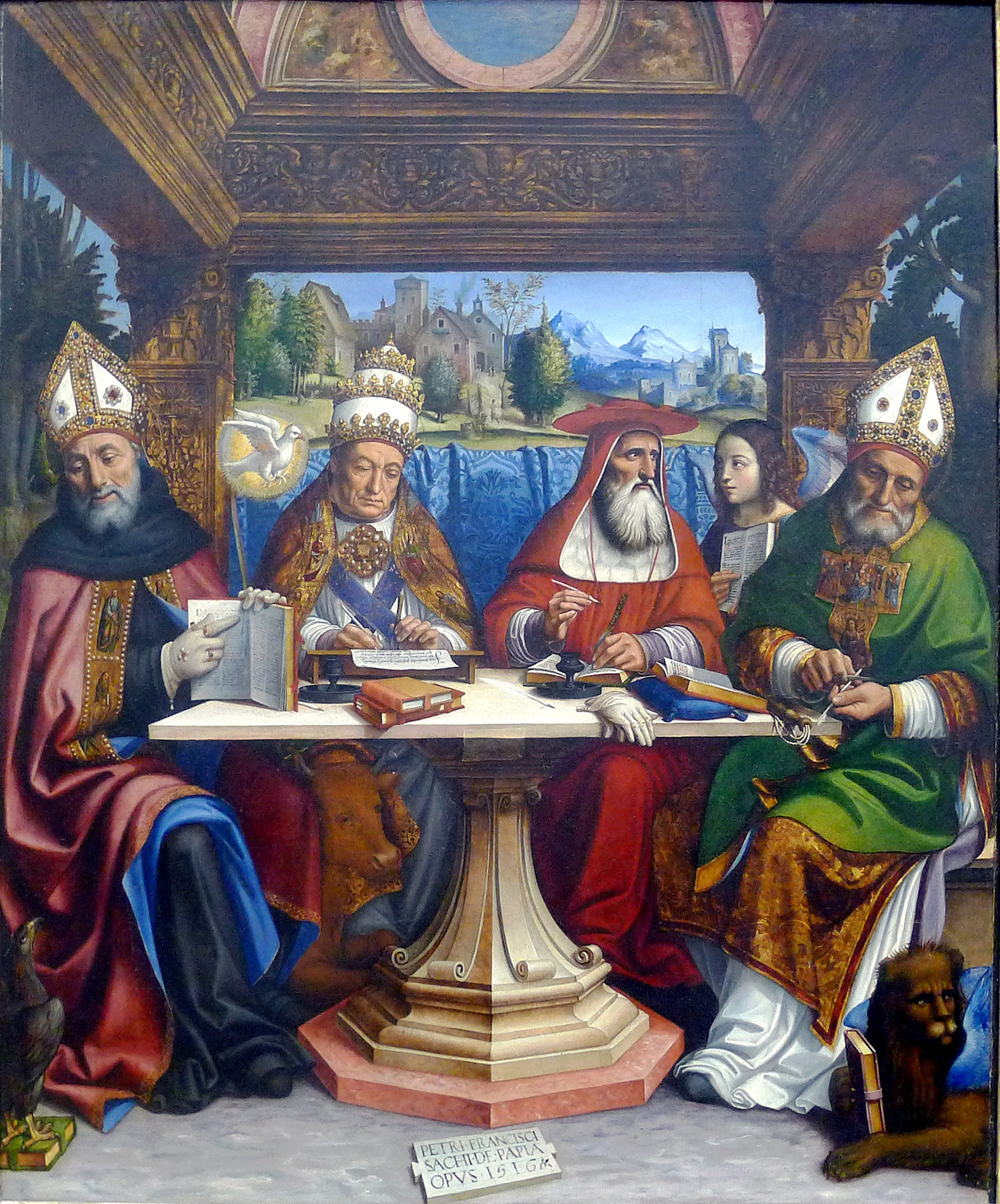
De vier kerkdokters (1516) van Pier Francesco Sacchi

De heilige Hiëronymus, doctor en vader van de Kerk van de 4e en 5e eeuw, is herkenbaar aan verschillende elementen. De paarse kardinaalsmantel, de mantel, de pet en de breedgerande kardinaalsmuts waren hem eerst door de beeldtraditie, als persoonlijk adviseur van paus Damasus I, zo niet door de historische waarheid, dan toch door het feit dat het kardinaalschap hem later was gegeven. Jacques de Voragine schrijft hem toen in De Gouden Legende dat hij een leeuw verlosten van een doorn in de poot, die hij later heeft gedomesticeerd: dit is waar de leeuw, rustig oprukkend in de schaduw aan de rechterkant, op zinspeelt. Tot slot was de heilige Hiëronymus, een geletterde monnik en auteur van de Vulgaat, de officiële Latijnse vertaling van de Bijbel, een bijzonder populaire figuur tijdens de renaissance in de 15e eeuw. Zijn kennis van het Grieks en het Hebreeuws kan hem inderdaad beschouwd hebben als de voorloper van de nieuwe waarden van het humanisme. Hij wordt hier gepresenteerd, in zijn ietwat sobere profielhouding, als een geleerde die opgaat in zijn lezing, die niets stoort, te midden van de werken die zijn rekken vullen, in het plechtige decor van een gotische architectuur die contrasteert met het lachende landschap dat zichtbaar is door de ramen. De inktpot die voor hem is geplaatst, de vele openstaande boeken, roepen zijn activiteit als bijbelse exegeet op, zelfs als vroege filoloog, onder de blik van Christus die wordt vertegenwoordigd door het kruisbeeld dat boven hem uitstijgt.

### Dieren
Buiten de dieren in de verte, zichtbaar door de vensters, zijn er vier dieren afgebeeld. Een kat bij het kabinet, de leeuw rechts achter het kabinet en op de voorgrond een patrijs en een pauw. Rose-Marie en Rainer Hagen suggereren dat de dieren aan de linker zijde (de kat en de patrijs) de verleiding en de zonde voorstellen, en de dieren aan de rechter zijde (de pauw en de leeuw) de verlossing. Dit komt dan overeen met de voorstellingen zichtbaar door de vensters: links een druk landschap met mensen en gebouwen en rechts een natuurlijk landschap. De heilige Hiëronymus beschreef de stad als "een kerker gevuld met rook" en de wildernis als "een paradijs". De kat staat dan symbool voor de seksuele verleiding en de patrijs als de duivelse verleiding voor de jeugd, naar de legende dat de patrijs de eieren van andere vogels steelt. De leeuw verwijst naar de legende van de heilige Hiëronymus en de pauw verwijst naar het paradijs en het eeuwig leven, zoals de kom water voor de vogel verwijst naar de doopvont.

## Zinspelingen in het literaire werk van Georges Perec
Antonello's Heilige Hiëronymus is een picturale referentie die aanwezig is in het werk van Georges Perec, die het in detail beschrijft in Espèces d'espaces Ruimten rondom, in het hoofdstuk "L'espace" ("De verovering van de ruimte").
Het is ook een van de tien schilderijen die in Het leven een gebruiksaanwijzing aanleiding geven tot "Illusies en details" die in zijn "Cahier des charges "28 worden opgesomd, en die soms zeer miniem zijn:

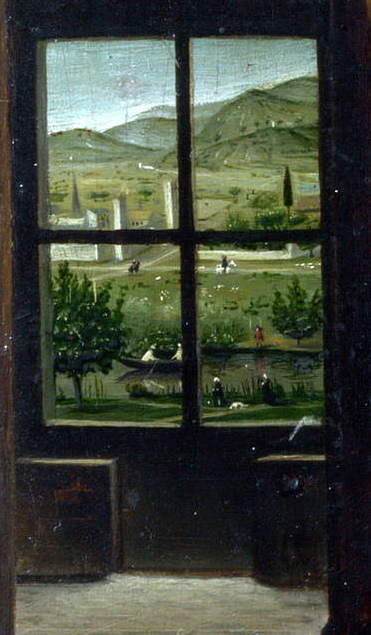
Detail van het linker benedenvenster, beschreven in hoofdstuk 53 van Het leven een gebruiksaanwijzing

- hoofdstuk 1: "een soort koperen kom zonder hengsels" (pag. 17)
- hoofdstuk 7: "een renaissancekistje" (blz. pag. 36)
- hoofdstuk 21: " een rode zakdoek met een knoop in vier punten, die vaag aan een kardinaalskalotje doet denken" (pag. 87).
- hoofdstuk 25: "naar de grijsbruine linnen handdoek met franje en dubbele roetbruine zoom staarde die achter de deur aan een spijker hing" (pag. 121)
- hoofdstuk 27: "de twee met zwarte en witte chevrons versierde potten met conische voet, waarin blauwige bosjes rozemarijn groeien" (pag. 131).
- hoofdstuk 33: "die man die duidelijk verziend is en een op een schuine lessenaar geplaatst boek aan het lezen is" (pag. 168)
- hoofdstuk 43: "Anton Tailor & Shirt-Maker 16 bis, avenue de Messine Paris 8e EURope 21-45 boven het silhouet van een leeuw" (pag. 199)
- hoofdstuk 44:  "een dwergoranjeboom" (pag. 204) en hoewel niet vermeld in het "cahier des charges" "een lessenaar met een opengeslagen boek" (pag.203) en "een schitterende, pronkende pauw" (pag. 205).
- hoofdstuk 51: " de antieke stenen leeuw " (blz. 241), die ook in hoofdstuk 59 voorkomt "een stenen leeuw" (pag. 291).
- Hoofdstuk 53: "Haar nauwgezetheid, haar zorgvuldigheid en haar vaardigheid waren buitengewoon. In een vier centimeter hoog en drie centimeter breed raam wist zij een landschap te passen, compleet met een bleekblauwe, met witte wolkjes bezaaide hemel, een vergezicht met  zachtjes golvende heuvels  waarvan de hellingen met wijngaarden begroeid zijn, een kasteel, twee wegen op de kruising waarvan een in het rood geklede ruiter op een bruin paard galoppeert, een kerkhof met twee doodgravers die scheppen dragen, een cipres, olijfbomen, een rivier met aan weerskanten populieren, drie op een oever zittende vissers en, in een bootje, twee heel kleine in het wit geklede figuurtjes"     (pag. 255)
- hoofdstuk 65: "op de grond, een indrukwekkende tegelvloer met afwisselend witte, grijze en okerkleurige rechthoeken die soms met ruitmotieven waren versierd " (pag. 329)
- hoofdstuk 66: "een paar verluchte boeken voorzien van met email ingelegde banden en metalen sluitingen [...] een wonderlijke prent [...] die links een van opzij geziene pauw (peacock) voorstelt, een strenge, strakke lijntekening waarop de vederdos één onduidelijke, bijna doffe massa vormt en waaraan alleen het witomrande oog en het kroonvormige pluimpje een rimpeling van leven geven" (pag. 333).